# Carlos García (Radsportler)
Carlos García González (* 18. September 1964) ist ein ehemaliger uruguayischer Radrennfahrer.

## Sportliche Laufbahn
García war Teilnehmer der Olympischen Sommerspiele 1984 in Los Angeles. Dort startete er im Bahnradsport. In der Einerverfolgung schied er in der Qualifikation als 16. aus. Im Punktefahren schied er im Vorlauf aus.
García war auch im Straßenradsport aktiv. 1983 siegte er in der Vuelta de la Juventud Uruguay, der Landesrundfahrt für Nachwuchsfahrer. 1988 gewann er die Vuelta del Pueblo und wurde Zweiter in der Rutas de América hinter Federico Wuilman. 1989 kam er in der Vuelta al Uruguay auf den dritten Rang.